# Буйный, Николай Степанович
Николай Степанович Буйный (род. 29 марта 1927, Рубановка, Мелитопольский округ) — украинский советский деятель, новатор производства, старший сталевар сталеплавильного цеха № 3 Запорожского завода «Днепроспецсталь» имени Кузьмина Запорожской области. Депутат Верховного Совета СССР 6-го созыва.

## Биография
Родился 29 марта 1927 года в селе Рубановка Великолепетихского района (ныне в Херсонской области) в крестьянской семье. Образование начальное.
Трудовую деятельность начал в 1941 году колхозником колхоза «Путь к коммунизму» Вожегодского района Вологодской области РСФСР.
В 1944—1951 годах — служба в Советской армии.
В 1951—1952 годах — подручный сталевара, с 1952 года — старший сталевар сталеплавильного цеха № 3 Запорожского электрометаллургического завода «Днепроспецсталь» имени Кузьмина Запорожской области. Прославился высоким мастерством сталеплавления. 12 марта 1959 года бригаде сталеваров Николая Буйного было присвоено звание бригады коммунистического труда.
Член КПСС с 1957 года.
Избирался членом Украинского республиканского совета научно-технического общества.

## Награды
- Орден Ленина (19.07.1958);
- Заслуженный металлург Украинской ССР (17.07.1970);
- медали.